# متى (فلسفة)
المتى عند الحكماء قسم من الأعراض النسبية وهو حصول الشيء في الزمان المعين أو في طرفه وهو الآن، فإن كثيرا من الأشياء يقع في طرف الزمان وإلا يقع في الزمان ويسأل عنه بمتى. وينقسم متى إلى حقيقي وهو كون الشيء في زمان لا يفضل عليه كاليوم للصوم والساعة المعينة للكسوف، وغير حقيقي كيوم كذا وشهر كذا للكسوف.